# 聖胡安德拉馬瓜納
聖胡安德拉馬瓜納（西班牙語：San Juan de la Maguana）是中美洲國家多明尼加共和國的城市，也是聖胡安省的首府，位於該國西部，距離首都聖多明哥200公里，始建於1503年，面積1,876.21平方公里，海拔高度415米，2012年人口139,032。